# البطولات الأسترالية 1937 (كرة مضرب)
هنا قائمة بالبطولات الأسترالية لكرة المضرب, المعروفة الآن باسم أستراليا المفتوحة لسنة 1937:

## الكبار

### فردي رجال
فيفيان ماكغراث هزم جون برومويتش 6-3 1-6 6-0 2-6 6-1

### فردي سيدات
نانسي واين بولتون هزم  إيميلي هود ويستاكوت 6-3, 5-7, 6-4